# 후칼라추리 왕조
트리푸리의 칼라추리 또는 체디의 칼라추리는 7세기에서 13세기 동안 인도 중부 일대를 지배했던 왕조이다. 그들은 또한 이전의 동명 왕조인 전칼라추리 왕조와 구별하기 위해 후칼라추리 왕조로도 알려져 있다. 그들의 핵심 영토는 역사적으로 체디 지역에 위치했고, 수도는 트리푸리(오늘날 마디아프라데시주 자발푸르 인근의 테와르)였다. 그들은 스스로를 아비라족의 후예라고 여겼다.
왕조의 기원은 불확실하지만, 한 가지 이론은 그들을 초기 칼라추리(마히쉬마티의 칼라추리)와 연결시킨다. 10세기까지 트리푸리의 칼라추리는 주변의 왕국들을 급습하고 구르자라-프라티하라 제국, 찬델라 왕조, 말와 왕국과 전쟁을 치르면서 세력을 넓혀나갔다. 그들은 또한 라슈트라쿠타족이나 칼야니의 찰루키아인들과 혼인 관계를 맺기도 했다.
1030년대에, 칼라추리 왕 강게야데바는 동부와 북부 국경에서 군사적인 성공을 거둔 후 황제의 칭호를 받았다. 왕국은 그의 아들 락슈미카르나(1041-1073)의 통치 기간 동안 절정에 이르렀고, 그는 이웃한 여러 왕국들에 대한 군사 원정을 벌인 후 '차크라바르티'라는 칭호를 얻었다. 그는 짧은 기간이지만 말와 왕국과 찬델라 왕조의 일부를 지배하기도 했다.
락슈미카르나 이후 후칼라추리는 점차 쇠퇴했고, 락슈미카르나의 후계자들은 북부 영토를 가하다발라 왕조에게 장악당했다. 이 왕조의 마지막 통치자인 트라일로키야말라는 적어도 서기 1212년까지 통치했지만, 그의 통치가 언제, 어떻게 끝났는지는 확실하지 않다. 13세기 후반, 옛 칼라추리 영토는 파라마라 왕조와 찬델라 왕조의 지배 하에 들어갔고, 최종적으로는 델리 술탄국에게 넘어갔다. 왕조의 한 분파인 라트나푸라의 칼라추리는 오늘날 차티스가르주의 라트나푸라(현재의 라탄푸르)에서 통치했다.

## 기원
트리푸리의 칼라추리인들은 그들의 기록들 중 일부에서 스스로를 '하이하야족(Haihayas)'이라고 칭했는데, 이러한 최초의 기록들은 유바라자-데바 2세의 빌라하리 석조 비문에서 발견된다. 한편 왕조는 자신들이 마히쉬마티를 통치했던 전설적인 하이하야 통치자 카르타비리야 아르주나의 후손이라고 주장하며, 그들의 기원을 전설적인 찬드라밤사(달 왕조)에서 추적했다.
이러한 주장은 발레카 왕자(코칼라 1세의 아들)의 갸라스푸르 비문, 카르나의 바라나시 비문, 야사카르나의 카이르하 비문 등 여러 칼라추리 비문에서 나타난다. 이들 중 일부는 카르타비리야의 조상을 파우라바와 바라타를 통해 조사한 결과 찬드라(달의 신)으로 추정했다. 12세기의 시 《프리트비라자 비자야》에 따르면,  왕조는 카르타비리야 아르주나에서 한 사하시카("용기 있는 자")를 통해 내려왔고, 그는 이 시의 영웅 프리트비라자 3세의 조상이었다고 한다. 이 시는 또한 카르타비리야의 찬드라에 대한 신화적인 조상을 그의 아들 부다(수성의 신)에게서 추적했다.
역사학자 V.V. 미라쉬(V.V. Mirashi)는 트리푸리의 칼라추리가 6-7세기 동안 인도 중서부를 지배했던 초기 칼라추리(마히쉬마티의 칼라추리)의 후손이라고 이론을 제기한다. 이 설에 따르면 칼라추리인들은 남쪽의 바다미 찰루키아인들에게 패배한 이후 북쪽에서 세력을 확장했고, 하르샤 제국의 쇠퇴 이후 정치적인 혼란 속에서 7세기 후반에 가문의 한 일원이 칼린자르에 자리를 잡았으며, 마침내 트리푸리로 이주했다. 그러나 이 두 왕조가 서로 관련이 있었음을 결정적으로 증명하는 구체적인 증거는 아직 없다. 마히쉬마티 왕조에 대한 현존하는 그 어떤 기록도 그들을 '하이하야'라고 묘사하지 않았다. 그러나 그들의 이웃인 바다미의 찰루키아는 그들을 이 이름으로 언급한다. 
트리푸리의 칼라추리는 다할라의 칼라추리 또는 차이디야스(체디의 영주)라고 알려져 있기도 하다.

## 역사

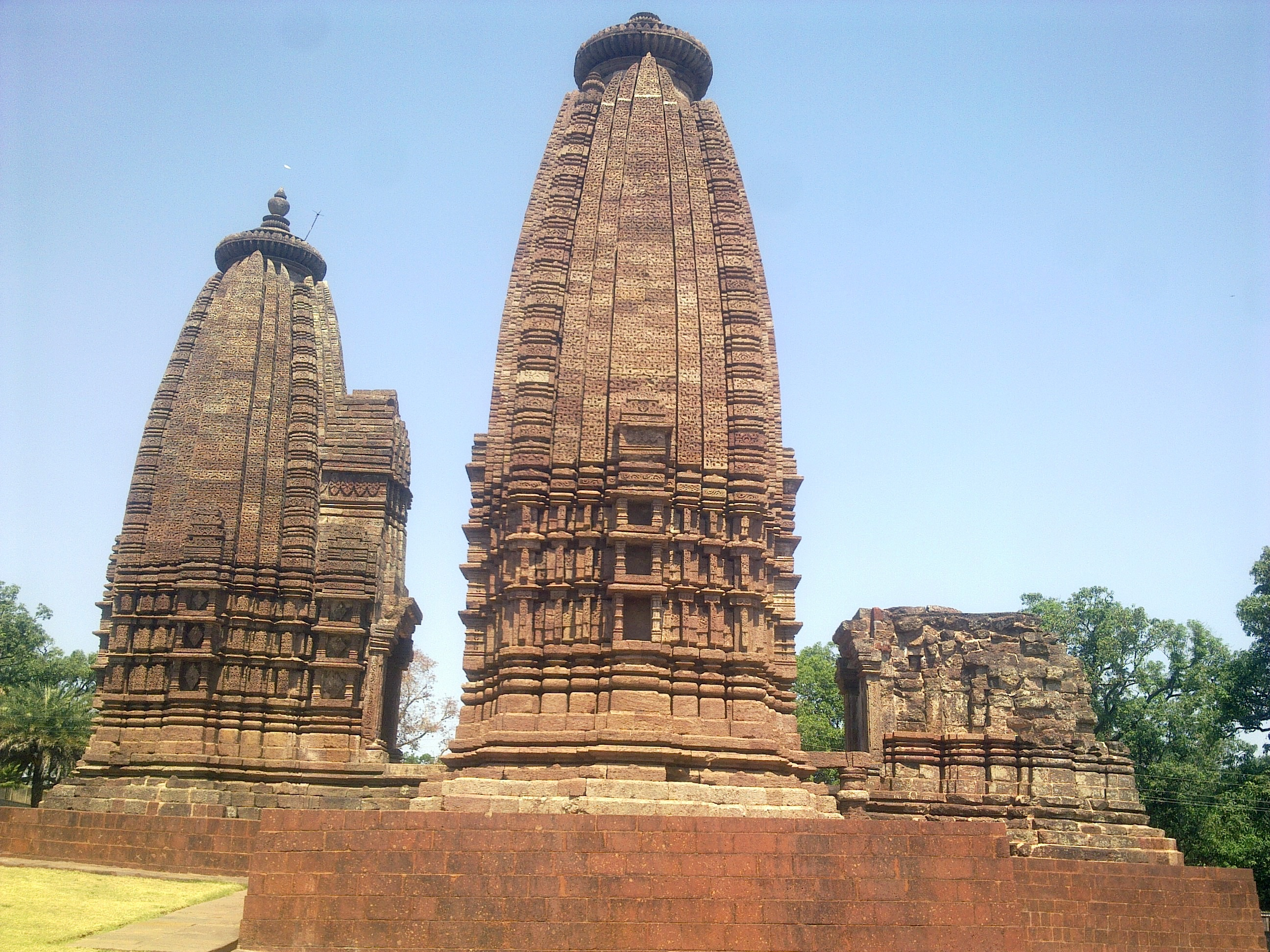
락슈미카르나 왕 치세에 지어진 아마르칸타크의 카르나 사원

비문 족보에서는 왕조의 초기 통치자의 언급이 등장하지 않으며, 알려진 바가 거의 없다. 현존하는 가장 초기의 후칼라추리 비문은 초티 도리와 사가르에서 발견되었다. 이 비문들의 연도는 샹카라가나 1세가 통치하던 서기 8세기로 거슬러 올라간다.

### 라슈트라쿠타와 프라티하라의 분쟁 속에서
락슈마나라자 1세(825-850)의 카리탈라이 비문은 이름이 불분명한 라슈트라쿠타 왕을 섬기고, 나가바타(아마도 구르자라-프라티하라 왕 나가바타 2세)의 패배를 언급한다. 이것은 이 시기에 칼라추리인들이 그들의 남쪽 이웃인 라슈트라쿠타에게 종속되어 있는 봉신이었으며, 그들의 북쪽 이웃인 구르자라-프라티하라와 맞서 싸웠음을 시사한다. 그들은 라슈트라쿠타 황실과 여러 번의 결혼 관계를 맺었다. 그러나 락슈마나라자의 아들 또는 손자인 코칼라 1세의 시기에, 그들은 프라티하라로 충성의 대상을 바꾸었다.
코칼라 1세(850-890)는 후대 칼라추리 통치자들의 족보에서 정기적으로 언급되는 것으로 미루어 보아, 이 왕조의 첫 번째 강력한 통치자였던 것으로 추정된다. 라트나푸라의 칼라추리 비문에 따르면, 그에게는 18명의 아들이 있었는데, 이들 중 장남이 그의 뒤를 이어 왕위에 올랐으며 다른 아들들은 각 지역의 총독이 되었다고 한다. 그러나 18이라는 숫자는 이런 맥락에서 볼 때 상서로운 숫자로 여겨졌기 때문에 문자 그대로 받아들여져서는 안 될 것이고, 아마도 코칼라 1세에게 그만큼 많은 아들이 있었다는 것을 나타내는 데 사용되었을 수도 있다. 장남은 아마도 샹카라가나 2세였을 것인데, 현대 학자들은 그를 다양한 출처에서 '프라싯다-다발라(Prasiddha-dhavala")', '무그다-퉁가(Mugdha-tunga)', '라나-비그라하(Rana-vigraha)'라는 다양한 이름으로 언급된 인물과 동일시한다. 한편 다른 아들들 중 이름이 알려지지 않은 한 왕자는 라트나푸라 칼라추리 분파의 시조가 되었다. 코칼라 1세의 다른 아들로는 라슈트라쿠타 비문에 언급된 아르주나와, 갸라스푸르 비문으로 알려진 발레카/바야바티가 있었다.

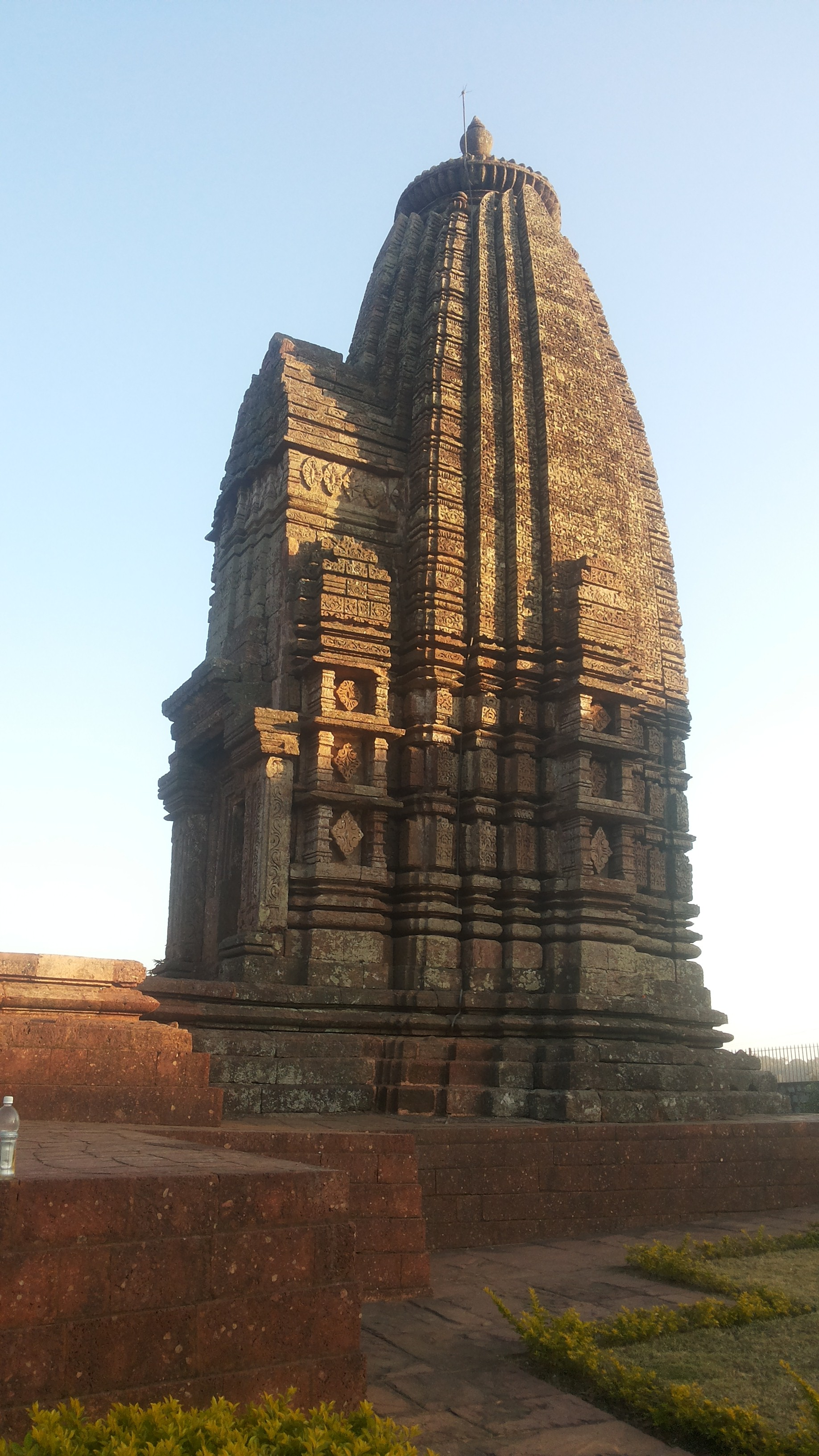
카르나 사원 탑의 옆 모습

발레카는 갸라스푸르 주변 지역의 마지막 칼라추리 총독이었던 것으로 보이며, 이후 그곳은 찬델라 왕조의 영토가 되었다. 그의 비문에는 발레카가 '지상의 지배자'인 보자 왕을 섬겼고 다른 여러 왕들을 물리쳤다고 언급되어 있는데, 보자 왕은 아마도 다른 칼라추리 비문에도 언급되었듯이 구르자라-프라티하라 황제 미히라 보자로 보인다. 이 외에도 코칼라 1세가 세운 '영광의 기둥' 중 하나로서 보자를 설명하는 빌하리 비문, 그가 코칼라의 보호를 받은 사람이라고 설명하고 있는 바라나시 비문 등이 있다. 이 두 비문의 설명으로 인해 초기 학자들은 칼라추리가 프라티하라를 복속시켰다고 믿었지만, 발레카 비문의 발견으로 오늘날에는 오히려 프라티하라가 칼라추리를 복속시켰다고 본다.
아시아학 교수 리차드 G. 살로몬(Richard G. Salomon)은 발레카의 비문을 바탕으로 코칼라 1세가 미히라 보자의 봉신이었으며, 프라티하라 제국의 남동쪽 국경을 확장하는 데 중요한 역할을 했다고 이론화한다. 다만 그의 복종은 유명무실한 것이었을지도 모르며, 그는 프라티하라 제국 남부에서 자신의 세력권을 확장하여 칼라추리 제국의 기틀을 마련한 것으로 보인다. 후대의 칼라추리 비문은 코칼라 1세의 업적을 크게 과장하고 칼라추리인들의 종속적인 지위를 축소하는 표현을 사용했다.

### 독립, 그리고 이웃들
라슈트라쿠타와 구르자라-프라티하라의 쇠퇴 이후, 칼라추리는 아마도 유바라자 데바 1세(915-945)의 통치 기간 동안 독립했다.
서기 970년경, 칼라추리 왕위에 오른 상캬라가나 3세는 적극적인 팽창정책을 펼쳤다. 그는 동시대의 구르자라-프라티하라 황제이었던 비자야팔라를 물리쳤지만, 찬델라 왕조의 전투에서 전사했다. 샹카라가나 3세는 그의 동생 유바라자 데바 2세에 의해 계승되었는데, 그는 칼야니의 찰루키아 통치자 타일라파 2세와 혼인 관계를 맺었다. 그러자 타일라파 2세의 적이었던 말와 왕 문자는 칼라추리 왕조를 침공하여 수도 트리푸리를 습격했다. 유바라자 데바 2세가 죽은 후, 대신들은 그의 아들 코칼라 2세를 왕위에 올렸다.
코칼라 2세의 구르기 비문에 따르면, 3명의 이웃 왕들이 그를 두려워했다고 한다.
- 구르자라 왕(구르자라-프라티하라 통치자 라지야팔라)
- 가우다 왕(팔라 통치자 마이팔라)
- 쿤탈라 왕(칼야니의 찰루키아 통치자 비크라마디티야 5세)

이 주장들은 코칼라 2세가 이 왕들의 영토를 급습했다는 것을 암시한다.
1015년경, 코칼라 2세의 아들이자 후계자인 강게야데바가 왕위에 올랐다. 재위 초기에 그는 다른 왕, 아마도 파라마라 왕조의 말와 왕인 보자의 봉신 역할을 했다. 이 시기에 그는 칼야니의 찰루키아인들과 전쟁을 벌였던 것으로 보인다. 보자(파라마라), 강게야데바(후칼라추리), 그리고  라젠드라(촐라 제국)는 3인 동맹을 맺고 여러 국경에서 칼야니 찰루키아 왕 자야심하 2세와 교전했다. 칼라추리와 찰루키아 비문 양 측 모두 이 전쟁에서 승리했다고 주장한다. 아마도 강게야데바와 그의 동맹들은 초기에 약간의 성공을 거둔 후 격퇴된 것으로 보인다.
보자는 강게야데바를 전쟁에서 이겼지만, 정확한 연대에 대해서는 약간의 불확실성이 있다. 일설에 따르면, 보자는 찰루키아 원정 이전에 강게야데바와 싸워 그를 가신으로 만들었다고 한다. 또 다른 설은 두 사람이 찰루키아인들과 싸우고 난 이후에 적으로 돌아섰다는 것이다.

### 전성기: 급격한 확장

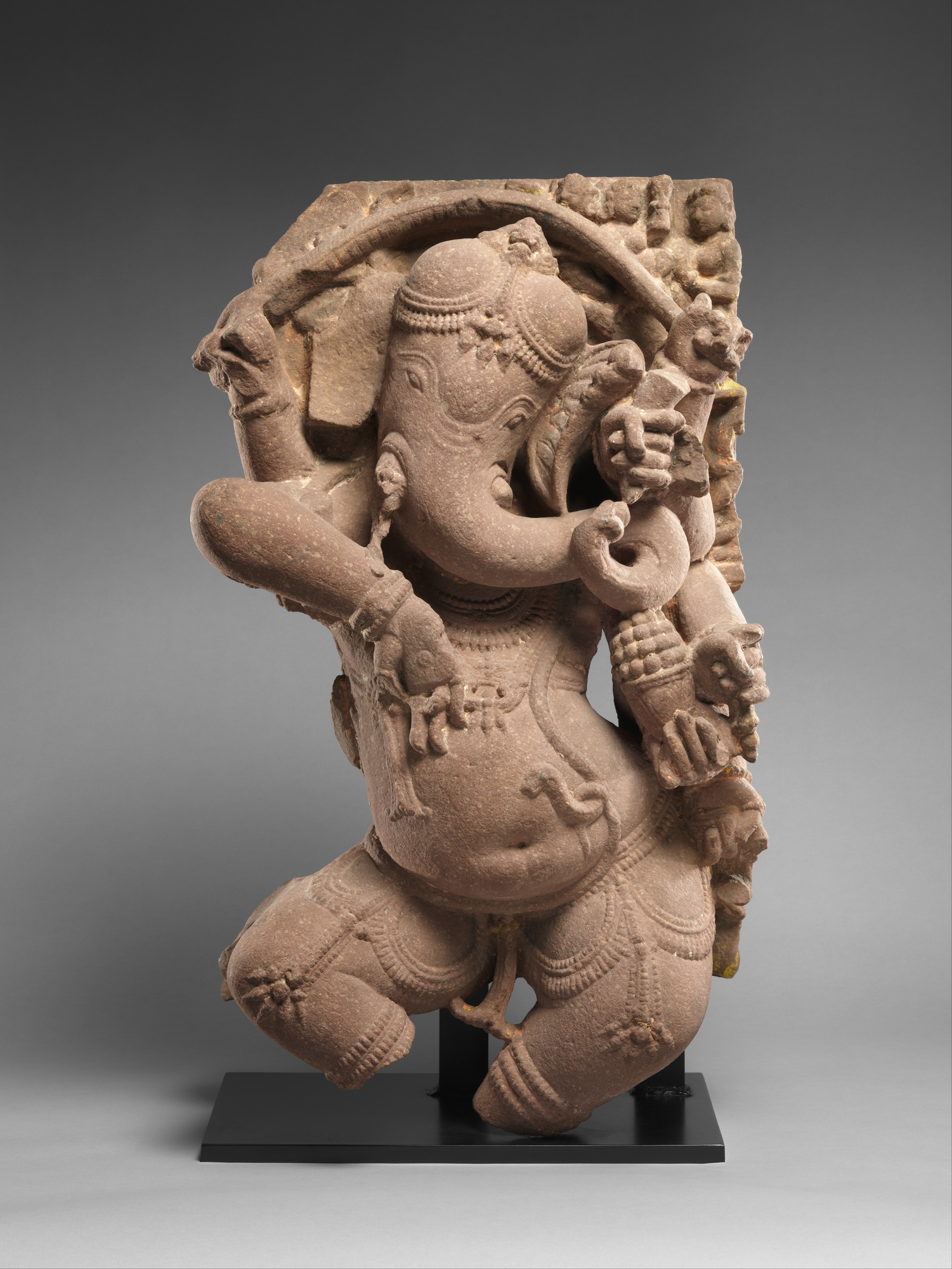
10세기에 제작된 춤추는 가네샤 석상. 마디아프라데시주 칼라쿠리에서 발굴.

1030년대에, 강게야데바는 동부와 북부 국경에서 일련의 군사적인 성공을 거두었고, 황제의 칭호를 받았다.
동쪽에서는 라트나푸라 분파의 도움을 받아 웃칼라 왕국을 습격했고, 바우마카라 왕 슈바카라 2세를 물리쳤다. 그는 또한 닥시나 코살라의 소마밤시 통치자 야야티를 상대로 전쟁을 벌였으나, 결정적인 타격을 주지는 못했던 것으로 보인다.
북쪽으로는 찬델라 왕조가 가즈나 술탄국의 북인도 침입으로 약해진 틈을 타서 영토를 확장했다. 비록 찬델라 왕 비자야팔라를 상대로는 패배했지만, 최종적으로는 신성한 도시인 바라나시와 프라야그라지를 차지하는 데 성공했다. 그의 통치 기간 도중인 1033년, 가즈나 술탄국의 장군 아마드 니얄티긴이 바라나시를 습격했다.
강게야데바의 후계자 락슈미카르나(1041-1073)는 후칼라추리 왕조의 가장 유명한 왕이자 군사 지휘관이었다. 그는 이웃 국가들을 상대로 몇 차례의 원정을 성공적으로 마무리했고, '차크라바르틴'이라는 칭호를 얻었다.
우선 락슈미카르나는 동쪽의 앙가와 벵골을 침입하여 찬드라 왕조의 고빈다찬드라를 물리쳤다. 그는 더 나아가 팔라가 지배하는 가우다 지역까지 공격했으나, 이는 나야팔라에 의해 격퇴되었다. 티베트의 기록에 따르면, 야티샤라는 스님이 두 왕 사이를 중재하고 평화 협정을 맺도록 했다고 한다. 이후 락슈미카르나는 나야팔라의 후계자 비그라하팔라 3세의 시기에 다시 벵골을 습격했지만 또다시 패배했다. 결국 락슈미카르나의 딸 유바나슈리와 비그라하팔라 3세가 결혼하고 평화협정을 맺는 것으로 마무리되었다.
락슈미카르나는 남서부에서 칼야니 찰루키아 황제 소메슈바라 1세와 결정적인 전쟁을 벌였으며, 동남부에서는 촐라 황제 라자디라자 1세와 싸웠다. 서쪽에서는 구르자라 왕을 물리쳤다고 기록되어 있는데, 아마도 그는 차울루키아 왕 비마 1세였을 것이다.
1050년대 중반, 락슈미카르나와 비마 1세는 파라마라 왕 보자에 대항하여 동맹을 맺었고, 서로 반대 방향에서 동시에 파라마라 왕조의 말와 왕국으로 쳐들어갔다. 14세기의 연대기 작가 메루퉁가에 따르면, 보자는 두 왕이 공격해왔을 당시에 바로 사망했다고 한다. 락슈미카르나는 말와 왕국을 잠시 점령했으나, 칼야니 찰루키아 황제 비크라마디티야 6세의 지원을 받은 보자의 후계자 자야심하가 돌아와 칼라추리군을 물리쳤다. 그 뒤 락슈미카르나는 말와 왕국을 재침공했으나, 보자의 형 우다야디티야에 의해 물러날 수 밖에 없었다.
락슈미카르나는 또한 찬델라 왕 데바바르만(1050-1060)을 복속시켰는데, 데바바르만은 그와의 전투에서 전사한 것으로 보인다. 칼라추리 왕조는 10년이 넘게 찬델라 영토의 상당 부분을 지배하다가, 1070년대에 데바바르만의 후계자 키르티바르만에 의해 축출되었다.

### 쇠퇴
락슈미카르나의 아들 야사카르나(1073-1123)는 일부 이웃 왕국들을 침공했지만, 오히려 바라나시를 포함한 북부 일대를 가하다발라 왕조에게 상실했다. 그는 또한 말와 왕 락슈마데바와 찬델라 왕 살락샤나바르만에게 패배했다.
야사카르나의 아들 가야카르나는 말와 왕 우다야디티야의 손녀와 결혼함으로써 두 왕국 사이에 평화를 가져왔다. 그러나 찬델라 왕 마다나바르만이 쳐들어와 바헬칸드 북부 지역을 점령했다. 또한 일찍이 트리푸리 칼라추리의 봉신이었던 라트나푸라의 칼라추리가 그의 통치 기간 동안 독립을 선언했는데, 가야카르나는 그들을 굴복시키려고 했으나 실패하고 말았다.
가야카르나의 아들 나라심하는 마다나바르만에게 빼앗긴 영토를 수복했지만 후계자 없이 죽었기 때문에, 그의 형 자야심하가 뒤를 이었다. 자야심하 역시 무너져가는 왕조를 되살리기 위해 노력했으나, 찬델라 왕 파라마르디에게 패배한 데다가 라트나푸라의 칼라추리를 다시 복속시키는 데에도 실패했다.
자야심하의 후계자 비자야심하의 통치 기간 동안, 봉신이었던 살라크샤나가 북부에서 반기를 들고 칼라추리 종주권을 전복하려 시도했다. 그러자 비자야심하는 말레이심하라는 다른 봉건 세력의 도움으로 그들을 물리쳤다. V. V. Mirashi 1957, p. 496 비자야심하의 후계자인 트라일로키야말라는 적어도 1212년까지 통치한 것으로 알려졌는데, 그는 '칸야쿠브자'의 군주라는 칭호를 주장했으나, 그가 이 지역을 통치했다는 것을 확증할만한 증거가 없기 때문에 이 주장은 불확실하다.
트라일로키야말라는 트리푸리 칼라추리 왕조에서 마지막으로 알려져 있는 왕이다. 그의 통치가 언제, 어떻게 끝났는지는 알려지지 않았다. 13세기 후반, 옛 칼라추리 영토는 말와 왕국, 찬델라, 델리 술탄국, 그리고 야다바의 지배 하에 들어갔다.

## 종교

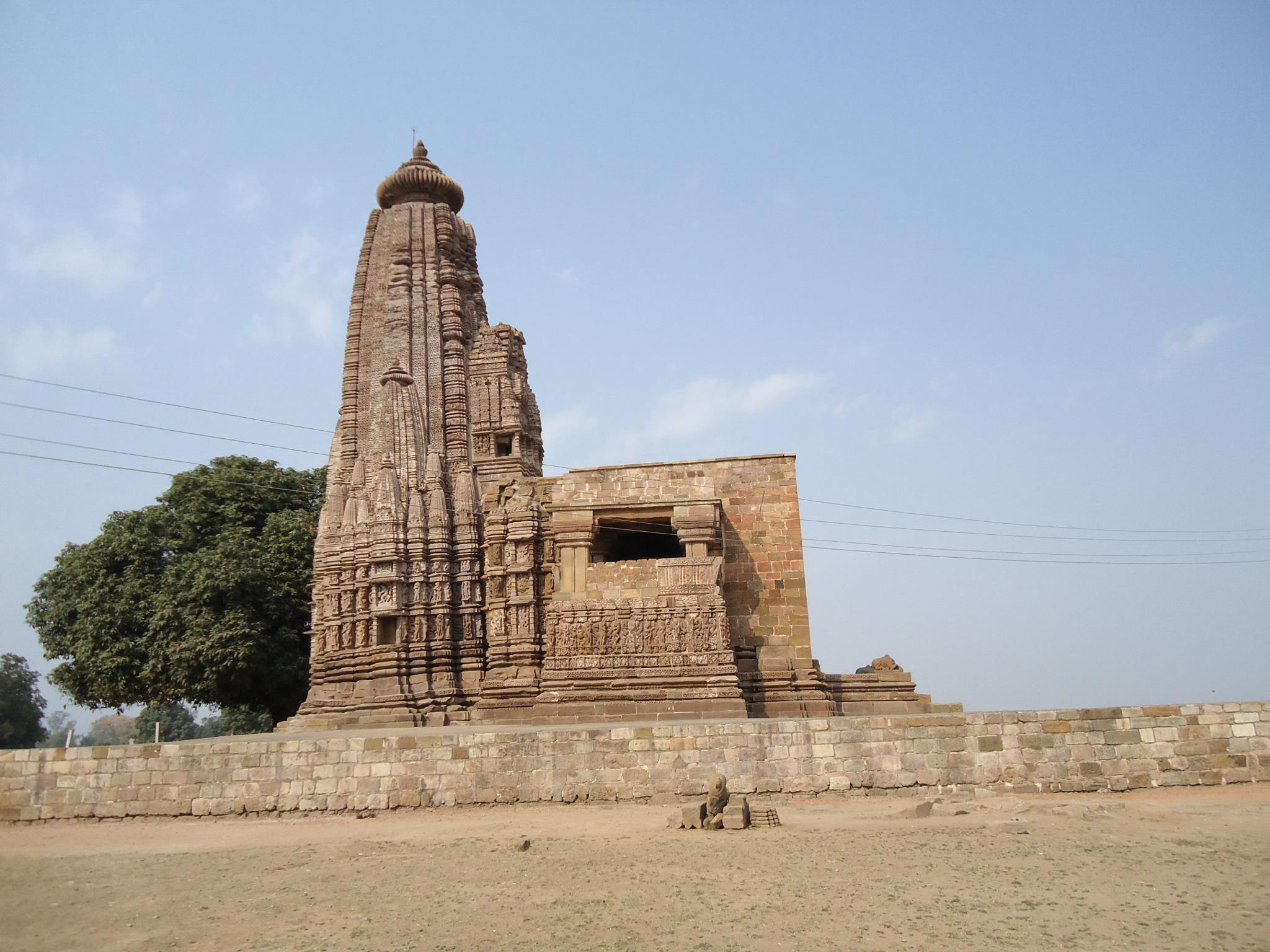
트리푸리 칼라추리 시대에 지어진 소하그푸르의 비라테슈와르 사원

힌두교, 그 중에서도 시바파는 후칼라추리 비문에서 주로 많이 언급되는 신앙이다. 몇몇 종교 지도자들은 야사카르나부터 자야심하까지 이르는 왕조 말기 동안 궁정에서 '조언자(라자구루)' 역할을 맡았다. 강게야데바는 피아완(Piawan)이라는 도시에 링감을 지었으며, 그의 아들 락슈미카르나는 바라나시에 시바에게 바치기 위한 카르나메루 사원을 건축했다. 야샤카르나는 안드라 지역을 침공했을 때 드락샤라마에 있는 시바 신전에서 숭배 의식을 했다고 한다. 가야카르나의 왕비 알하나데비의 후원으로, 이후부터는 시바파 중에서도 파슈파타 분파의 종교 지도자들이 힘을 발휘했다.
발레카의 갸라스푸르 명문에는 시바파의 그림과 문구가 눈에 띄게 많이 등장하지만, 비슈누파의 억양이 강조되어 있다. 또한 왕자가 자이나교 사원을 건립했다는 기록이 있는데, 이는 트리푸리 칼라추리 왕조의 거의 유일한 자이나교 계열의 기록이므로, 그러한 혼합주의적 경향이 칼라추리 시대에 유행했던 특징이었는지, 아니면 단지 잠깐 그러했는지는 분명하지 않다. 비문에 언급된 사원은 자이나교와 브라만교 도상이 혼합된 건축 양식이 등장하는, 오늘날의 말라데비 사원일지도 모른다.

## 통치자 목록
다음은 후칼라추리 왕조 통치자들의 목록이다.
- 바마라자 데바(675-700)
- 샹카라가나 1세(750-775)
- 락슈마나 라자 1세(825-850)
  - 가랴스푸르 비문에서 코칼라 1세의 전임자로 묘사된 보파 라자는 락슈마나 라자 1세의 아들이거나, 아니면 그의 또 다른 이름이었다.
- 코칼라 1세(850-890)
  - 그의 아들 중 한명이 라트나푸라 칼라추리 분파를 세웠다.
- 샹카라가나 2세(890-910)
- 발라하르샤(910-915)
- 유바라자 데바 1세(915-945)
- 락슈마나 라자 2세(945-970)
- 샹카라가나 2세(970-980)
- 유바라자 데바 2세(980-990)
- 코칼라 2세(990-1015)
- 강게야데바(1015-1041)
- 락슈미카르나(1041-1073)
- 야샤카르나(1073-1123)
- 가야카르나(1123-1153)
- 나라심하(1153-1163)
- 자야심하(1163-1188)
- 비지야심하(1188-1210)
- 트라일로키야말라(1120-1212?)